# 마다가스카르큰귀자유꼬리박쥐
마다가스카르큰귀자유꼬리박쥐 또는 마다가스카르자유꼬리박쥐, 마다가스카르자이언트사냥개박쥐(Otomops madagascariensis)는 큰귀박쥐과에 속하는 박쥐의 일종이다. 이전에는 큰귀자유꼬리박쥐(Otomops martiensseni)의 아종에 포함시켰지만 이후에 별도의 마다가스카르 토착종으로 분류하고 있다. 마다가스카르자유꼬리박쥐는 마다가스카르 섬 북부와 서부, 남부의 토착종이다.
마다가스카르 섬에 널리 분포하기 때문에 국제 자연 보전 연맹(IUCN)이 "관심대상종"으로 분류하고 있다. 위협 요인은 명확하지 않고, 보금자리의 교란 요인 가능성에 대한 더 많은 연구가 필요하다.